# Delroy Facey
Delroy Michael Facey (ur. 22 kwietnia 1980 w Huddersfield) – piłkarz grenadyjski grający na pozycji napastnika w Hereford United.

## Kariera klubowa
Facey urodził się w Anglii, w rodzinie pochodzenia grenadyjskiego. Karierę piłkarską rozpoczął w Huddersfield Town, w którym zadebiutował w Division One. W Huddersfield występował do 2002 roku i wtedy też przeszedł do grającego w Premier League, Boltonu Wanderers. Początkowo był wypożyczony do Bradford City i w debiucie w nim w meczu z Wimbledonem zdobył gola. W 2003 roku wrócił do Boltonu, a na koniec roku został na krótko wypożyczony do Burnley F.C.
W 2004 roku Facey przeszedł do West Bromwich Albion z Division One. Następnie trafił do Hull City, z którego był wypożyczony do Huddersfield Town. W 2005 roku przeszedł do Oldham Athletic, a jeszcze w tym samym roku został graczem Tranmere Rovers. W sezonie 2006/2007 grał w Rotherham United, a w sezonie 2007/2008 - w Gillingham i Wycombe Wanderers. W latach 2008–2010 występował w Notts County, a do 2011 roku grał w Lincoln City.

## Kariera reprezentacyjna
W reprezentacji Grenady Facey zadebiutował 7 sierpnia 2009 roku w przegranym 0:2 meczu Złotego Pucharu CONCACAF 2009 z Haiti. W pucharze tym zagrał również w przegranym 0:4 spotkaniu z Hondurasem. W 2011 roku został powołany do kadry na Złoty Puchar CONCACAF 2011.